# Каменное (озеро, Лоухский район)
Каменное — пресноводное озеро на территории Амбарнского сельского поселения Лоухского района Республики Карелии.

## Общие сведения
Площадь озера — 1,4 км². Располагается на высоте 79,2 метров над уровнем моря.
Форма озера лопастная, продолговатая: оно почти на три километра вытянуто с юго-запада на северо-восток. Берега изрезанные, каменисто-песчаные, преимущественно возвышенные, местами заболоченные.
Из залива в юго-западной оконечности Каменного вытекает безымянный водоток, впадающий в Амбарное озеро, которое протокой соединяется с рекой Пуломой, впадающей в Энгозеро. Воды Энгозера через реки Калгу и Воньгу попадают в Белое море.
В озере расположено не менее шести безымянных островов различной площади.
К юго-востоку от озера проходит лесовозная дорога.
Населённые пункты вблизи водоёма отсутствуют.
Код объекта в государственном водном реестре — 02020000711102000003214.